# Герметичний корпус

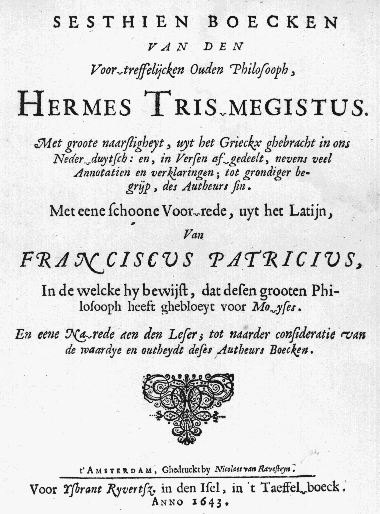
Обкладинка книги «Корпус Герметикум» (1643)

«Герметичний корпус», «Корпус Герметикум», «Герметичний звід» (лат. Corpus Hermeticum) або Герметика (Hermetica), — зібрання з сімнадцяти філософських книг Гермеса Трисмегіста, які збереглися давньогрецькою мовою. Трактати були написані в період між прибл. 100 та 300 рр. н. е.. Саму збірку в її сьогоднішньому вигляді вперше зібрали середньовічні візантійські книжники, а потім її переклали латиною в XV ст. італійські вчені-гуманісти Марсіліо Фічіно (1433—1499) та Лодовіко Лаццареллі (1447—1500). Трактати є викладом герметичної філософії — грецьких і єгипетських уявлень, що подаються у вигляді містичних, таємничих вчень.
Хоча саме слово «corpus» зазвичай використовується для позначення всього масиву творів, що дійшли до нас і відносяться до певного автора або теми, Corpus Hermeticum містить лише невелику добірку герметичних текстів, що збереглися донині (відомих під назвою Hermetica, також «високий герметизм»). Окремі трактати цитувалися багатьма авторами ІІ—ІІІ ст., але саме зібрання вперше згадується в працях візантійського філософа Михайла Пселла (бл. 1017—1078).
Після перекладу на латину ці праці дуже вплинули на західну езотеричну традицію і вважалися дуже важливими в епоху Відродження та Реформації. Герметична традиція, як вважають, походить від prisca theologia, доктрини, яка стверджує, що існує єдине, істинне богослов'я, яке є у всіх релігіях і дане Богом людству в давнину.
З тих праць, які дійшли до нас, особливо мають значення 14 трактатів, об'єднаних під загальною назвою «Поймандр», перекладені латиною італійцем Марсіліо Фічіно (вид. 1471 року) . У широкому значенні це зібрання всіх трактатів Гермеса Трисмегіста. У дослідницькій традиції ці трактати відносять до філософського (високого) герметизму.

## Склад
Більшість текстів представлено у формі діалогу, улюбленої форми дидактичних текстів класичної давнини. Найвідомішим трактатом у Герметичному корпусі є його вступний трактат під назвою «Поймандр». Однак принаймні до ХІХ ст. ця назва (у різних формах, також Pimander або Pymander) широко використовувалася для позначення всього збірника.
Переклад Герметичного корпусу латиною в XV ст. дав потужний імпульс розвитку думки та культури епохи Відродження і мав глибокий вплив на таких філософів, як Піко делла Мірандола (1463—1494), Джордано Бруно (1548—1600), Франческо Патріці (1529—1597), Роберт Флад Флад.
У 1462 році Марсіліо Фічіно (1433—1499) працював над латинським перекладом зібрання творів Платона для свого покровителя Козімо Медічі (першого члена знаменитої родини Медічі, що правила Флоренцією в епоху італійського Відродження). Однак, коли з'явився рукопис Герметичного корпусу, він одразу ж перервав свою роботу над Платоном, щоб почати переклад праць Гермеса, які в той час вважалися набагато давнішими а, отже, набагато авторитетнішими, ніж праці Платона.
Якщо Фічино переклав перші чотирнадцять трактатів (I—XIV), то Лодовіко Лаццареллі (1447—1500) зробив решту перекладів. тобто ще трьох (XVI—XVIII). Трактат XV із видань раннього нового часу колись містив запис із Суди (візантійської енциклопедії десятого століття) і три витяги з герметичних праць, збережених Іоанном Стобеєм (V століття), але цей текст був опущений у пізніших виданнях, тому вони не містять трактату XV.
За виданням Фестюж'єра, до герметичного корпусу входять такі трактати:
1. «Пемандр» (Поймандр)
2. «Всесвітня мова»
3. «Священна мова Гермеса Тричі найбільшого»
4. «Кубок, чи єдність»
5. «Про те, що Бог невидимий і водночас у найвищій мірі явний»
6. «Про те, що Благо існує тільки в Бозі одному, і ніде більше»
7. «Про те, що найбільше зло для людей є незнання Бога»
8. «Про те, що жодна з істот не гине і помилкою є те, що люди називають зміни руйнуванням та смертю»
9. «Про мислення та відчуття»
10. «Ключ»
11. «Розум до Гермеса»
12. «Про загальний розум»
13. «Таємна проповідь на горі»
14. «Здоров'я душі»
15. Без назви (трактат відсутній)[7]
16. «Дефініції» (Асклепій (Ескулап) цареві Амону (Аміню))
17. «Позатілесне „Lo incorporeo“»
18. «Про хвилювання тіла, що сковують душу»

Порядок текстів у Корпусі, мабуть, визначив візантійський енциклопедист XI століття Михайло Пселл, цей порядок і ліг в основу першого латинського перекладу епохи Відродження. Герметичний корпус також згадується в Лексиконі Суди X століття, а раніше в арабській літературі, в тому числі в Китаб аль-Фіхріст і Шахрастані. Арабам він став відомий завдяки собійцям, які також могли мати свій список Корпусу. Як розташовувалися тексти спочатку, скільки їх було, були вони єдиним твором чи самостійними рукописами, на даний момент невідомо. У пізній античності позначалася різна кількість герметичних книг, Климент Александрійський у Строматах називав 42 книги, Ямвліх Халдейський говорив про 20 000, а ще раніше псевдо-Манефон про 36 525 творів Гермеса.
Перші 14 трактатів були привезені близько 1460 року грецьким ченцем з Македонії до Флоренції до служби зі збору манускриптів Козімо де Медічі. Ці трактати були терміново перекладені Марсіліо Фічіно латинською мовою і видані вперше в 1471 році під заголовком «Поймандр» — за назвою першого трактату.
Завершуючи роботу Марсіліо Фічіно, Лодовико Лаццареллі переклав з грецької на латину останній, п'ятнадцятий за рахунком трактат «Герметичного зібрання» (у сучасних виданнях герметичних текстів розбитий на три самостійні трактати, що йдуть під номерами 16, 17, 18), відсутній відсутній у рукописі, яким користувався флорентійський філософ. Переклад Лаццареллі був виданий Сімфоріаном Шамп'є в Ліоні в 1507 році разом з творами цього французького гуманіста під назвою «Визначення Асклепія, учня Гермеса Трисмегіста» (Diffinitiones Asclepii Hermetis Trismegisti discipuli). Трактат «Визначення…» також був знайдений в іншій редакції вірменською мовою.
Найовніший виклад герметичного вчення подано в першому трактаті Корпусу — Пемандр (або «Поймандр»). Цей трактат є одкровенням, даним Гермесу Трисмегісту Богом Отцем (який і називається Пемандром). У «Пемандрі» зачіпаються всі основні аспекти герметичної доктрини: теологія, космогонія, антропологія, сотеріологія та есхатологія.
З Корпусом пов'язана ще низка трактатів і фрагментів, що дійшли у складі компіляції з Антології Стобея, найбільші фрагменти позначені такими назвами:
- Гермес до Аммона
- Гермес до Папи
- Мова Ісіди до Гора
- Ісіда Віщунка своєму синові Гору
- Афродіта
- Діва, або зіниця світу .

Більшість цих текстів подає промови Гермеса Трисмегіста, у яких той викладає здобуте надприродним шляхом Божественне одкровення. Декілька близьких герметичних трактатів займають другу половину VI кодексу Бібліотеки Наг-Хаммаді :
- Міркування про вісімку та дев'ятку
- Молитва подяки та Нотатка переписувача про інші численні твори
- Фрагмент Асклепій 21-29

А також два імовірно герметичні трактати:
- Грім, досконалий розум і Справжнє вчення .

Християнські апологети: Климент Олександрійський, Кирило Олександрійський, Тертуліан, Лактанцій, Єфрем Сірін та ін. поряд з язичницькими авторами (Ямвліх, Зосима) згадують і цитують інші рукописи Герметичного корпусу, що не дійшли до нашого часу.
До Герметичного корпусу не входять рукописи практичного (низького) герметизму, які були також підписані ім'ям Гермеса Трисмегіста або його учнів і написані за часів створення Корпусу .

## Головні положення та поняття
- Гнозис
- Нус, Божественний розум, Демонічний розум
- Бог, Світ, Людина
- Благо та Зло
- Деміург та Матерія
- Управителі та демони
- Душа та Тіло
- Еон та еманації
- Розум і розум
- Метемпсихоз та «Тіло Світла»
- Пороки й чесноти
- Доля, необхідність, порядок та зумовленість
- Порятунок та Вознесіння
- Молитва та обітниця Мовчання
- Сім сфер, Восьма та Дев'ята сфера
- Сонце та Цар
- Апокаліпсис

## Час написання
Фічино, дотримуючись вказівок Лактанція і Августина, відносив трактати герметичного корпусу на час, що передує Піфагору. У самих герметичних трактатах йдеться про те, що спочатку вони були написані єгипетською мовою, але достовірних підтверджень цьому не знайдено. Втім ранні герметичні твори, такі як грецька Страсбурзька космогонія та єгипетський діалог між учителем і учнем названий у науці давня єгипетська «Книга Тота», з'являлися вже з III століття до н. е.
Вперше глибокий сумнів у справжності творів Гермеса Трисмегіста висловив швейцарський філолог Ісаак Казобон у «Шістнадцяти дослідах про речі священні та церковні», 1588—1614. Казабон аналізував грецький текст фічинівського «Поймандра» (14 трактатів Герметичного склепіння) за виданням 1554 р. Свій аналіз Казобон починає з того зауваження, що ні Платон, ні Аристотель не подає жодної згадки про Гермеса Трисмегіста. Потім висловлює припущення, що твори Гермеса Трисмегіста були фальсифіковані в ранньохристиянську епоху з метою пристосування християнської доктрини до уподобань язичників і показують, що вони складені частково за творами платоніків, частково за християнськими священними книгами. Як аргументи Казобон висуває таке:
- у трактатах згадуються Фідій та Піфійські ігри;
- в них цитуються пізньогрецькі автори;
- стиль трактатів носить не архаїчний, а пізньогрецький характер і ґрунтується на відповідному словнику.

Сучасні дослідники (А.-Ж. Фестюж'єр, Френсіс Єйтс) вважають, що «Асклепій» і трактати герметичного зібрання були написані приблизно у II—III століттях н. е., а латинський переклад «Асклепія» раніше IV століття. При цьому вважається, що Казобон перебільшив роль християн у створенні герметичних творів, а деякі трактати (або фрагменти) корпусу могли бути написані раніше I століття н. е.

## Видання
- Pimander. Mercurij Trismegisti liber de sapientia et potestate dei. Aclepius. Eiusdem Mercurij liber de voluntade diuina. Item Crater Hermetis A Lazarelo Septempedano . Parisiis: Henricus Stephanus, 1505 — Видання Жака Лефевра, в якому були зібрані разом «Поймандр» Фічіно і «Асклепій».
- Англійський переклад Чемберса (1882)
- Mead G. R. S. Mead G. R. S. Thrice-greatest Hermes; studies in Hellenistic theosophy and gnosis, being a translation of the extant sermons and fragments of the Trismegistic literature, with prolegomena, commentaries, and notes. London and Benares, 1906. Vol. I ; vol. II ; vol. III .
- Французький переклад Менара (1867)
- У серії " Collection Budé " Герметичний корпус виданий у 4 томах: Hermés Trismégiste . Corpus hermeticum. Texte établi par A. D. Nock et traduit par A. J. Festugière:
  - Tome I: Poimandrès. — Traités II—XII. LIII, 273 p.
  - Tome II: Traités XIII—XVIII. — Asclépius. 494 p.
  - Tome III: Fragments extraits de Stobée I—XXII. CCXXVIII, 140 p.
  - Tome IV: Fragments extraits de Stobée (XXIII—XXIX) — Fragments divers. 243 p.
- Clement Salaman, Dorine Van Oven, William D. Wharton, Jean-Pierre Mahe. The Way Of Hermes. New Translations of Copus Henneticum і Definitions of Hermes Trismegistus to Asclepius. London, Inner Traditions International, 2000